# Зале-Унструт-Триасланд
Природный парк Зале-Унструт-Триасланд (нем. Naturpark Saale-Unstrut-Triasland) — один из более, чем 100 парков, входящих в Список природных парков Германии. Расположен в землях Саксония-Анхальт (районы Бургенланд и Зале) и Тюрингия (несколько общин) на территории бывшей ГДР. В 2008 году парк был расширен до площади 103 737 га. В районе Зале-Унструт холмистая местность удобна для виноградарства и луговых садов (сады и пастбища), характеризуется разнообразной флорой и фауной, а также замками и дворцами.
В 2013 году парк стал также геологическим заповедником, геопарком.

## Достопримечательности парка
Как геопарк природный парк Зале-Унструт-Триаслан интересен своими триасовыми отложениями возрастом ~ 250 млн лет.
В парке расположен имеющий всемирное культурное значение Наумбургский собор (№ 1470 в списке объектов всемирного наследия, начало строительства 1028 год).
В парке расположены многочисленные монастыри: бывший монастырь и нынешняя государственная школа Пфорта, руины бывшего бенедиктинского монастыря в Мемлебене.
В парке расположены старинные замки: один из крупнейших в Германии Замок Кверфурт, средневековый Замок Нойенбург
На территории парка в местечке Небра был обнаружен древний бронзовый диск с картой неба ~3600- летней давности, получивший название Диск из Небры.

## Флора
В парке встречаются как субсредиземноморские растения, так и континентальные степные виды растений, что, является уникальным (сочетание влаголюбивых и устойчивых к засухе растений): ковыль, жемчужница и различные орхидеи.
Охраняемые травы парка: адонис, пасхальные цветы и горечавка (для них условия парка подходят).
В парке встречается служебное дерево, являющееся очень редким видом деревьев.

## Фауна
В парке водятся такие насекомые, как: бабочка-парусник, жук-олень, таблеточная моль.